# Алфред Герші
Альфред Дей Герші (англ. Alfred Day Hershey; 4 грудня 1908, Овоссо — 22 травня 1997, Сайоссет) — американський бактеріолог і генетик, лауреат Нобелівської премії з фізіології і медицини 1969 року (спільно з Максом Дельбрюком і Сальвадором Лурія) «за відкриття, що стосуються механізму реплікації та генетичної структури вірусів».

## Життєпис
Альфред Дей Герші народився в м. Овоссо (штат Мічиган), у родині Альми (у дівотстві — Вільбур) та Роберта Д. Герші. Навчався у Мічиганському державному коледжі (тепер Університет штату Мічиган), де здобув ступінь бакалавра природничих наук у 1930 році, а в 1934 році здобув ступінь доктора з бактеріології.
Працював асистентом на кафедрі бактеріології Університеті Вашингтона в Сент-Луїсі з 1934 року. Через два роки він стає викладачем цього ВНЗ, 1938 року призначається асистентом професора, а в 1950 році — ад'юнкт-професором.
У 1950 році Алфред Герші почав працювати у лабораторії генетичних досліджень при Інституті Карнегі в Колд-Спрінґ-Гарборі, Лонг-Айленд, Нью-Йорк. З 1962 року й до виходу на пенсію у 1974 році — очолював відділ генетичних досліджень у Лабораторії в Колд-Спрінґ-Гарбор.
1981 року Алфред Герші став одним із засновників Всесвітньої ради з питань культури.

## Особисте життя
У 1946 році одружився з Гаррієт Девідсон (1918—2000). У подружжя народився син — Пітер Меннінґ Герші (1956—1999).